# Victor Ponta
Victor-Viorel Ponta (Bucareste, 20 de setembro de 1972) é um jurista e político romeno. Foi primeiro-ministro da Roménia, desde que foi nomeado pelo presidente Traian Basescu, de 7 de maio de 2012 até 4 de novembro de 2015, quando anunciou a retirada. Victor Ponta foi o mais novo primeiro-ministro da União Europeia.
Victor Ponta é doutorado em Direito e foi, até 2001, procurador anticorrupção no Supremo Tribunal da Roménia. Membro do Partido Social Democrata (PSD) e seu líder desde 2010, bem como líder conjunta (2012-2014) do então governante União Social Liberal (USL). Ele tem sido um membro da Câmara dos Deputados para Gorj desde 2004. No gabinete Emil Boc, ele foi ministro-delegado para as relações com o Parlamento Europeu entre 2008 e 2009.

## Carreira
Politicamente formado nas juventudes social-democratas, Ponta entrou na alta política em 2001, como secretário de Estado, no Governo de Adrian Nastase, posteriormente condenado por corrupção. Entre 2008 e 2009, ocupou as funções de relações com o parlamento. Desde que foi eleito presidente do PSD, em 2010, dominou o partido com mão de ferro e evitou que, das suas fileiras, surgisse outro candidato à Presidência da República.
Em 2010, o PSD ganhou a presidência com o slogan "Romania correto", centrada na mensagem de inovação, dinamismo e reconstrução da identidade do partido também estabelecer uma sociedade mais justa. Em 2011, após a criação da aliança entre o PSD, PNL e PC, Victor Ponta tornou-se co-presidente da União Social Liberal (USL).
Durante a presidência de Victor Ponta, o Partido Social Democrata venceu o mandato do primeiro-ministro da Roménia depois de oito anos. Em maio de 2012, Victor Ponta foi apontado como o primeiro-ministro e prometeu mudar a direção do país, através da implementação de políticas para estimular o crescimento económico e criar novos postos de trabalho, de acordo com a opinião progressista europeu.
Em 29 de julho de 2014, o PSD, apresentou em Craiova, a candidatura de unanimidade para as eleições presidenciais na Romênia de 2014 como seu candidata.
Victor Ponta é casado e com dois filhos, fala, além de romeno, inglês, francês e italiano.
Em 13 de julho de 2015, Victor Ponta, foi formalmente acusado de fraude, evasão fiscal e branqueamento de capitais. Os procuradores referiram que a investigação remonta à época em que o primeiro-ministro era advogado. Foram bloqueados uma parte dos bens de Ponta para, se for o caso, ressarcir o Estado pelos danos sofridos.
Victor Ponta, anunciou a sua demissão em 4 de novembro de 2015, um dia depois de um grande protesto contra o Governo que juntou cerca de 20 mil pessoas nas ruas de Bucareste, na sequência do incêndio da discoteca Colectiv em Bucareste.